# 艾利斯鎮區 (密歇根州)
艾利斯鎮區（英語：Allis Township）是位於美國密歇根州普雷斯克艾爾縣的一個行政鎮區。

## 地方資料
艾利斯鎮區的面積為170.80平方千米，當中陸地面積為167.20平方千米，而水域面積為3.60平方千米。根據2020年美國人口普查的數據，當地共有人口925人，而人口密度為每平方千米5.42人。